# Cologna (Riva del Po)
Cologna è una frazione del comune di Riva del Po in provincia di Ferrara.

## Storia
Il più antico riferimento storico di Cologna risale a un documento datato 23 febbraio 1158, in cui il nome appare simile all'attuale, ovvero Collognam. Secondo alcune ricerche, l'origine di tale denominazione sarebbe da ricondurre a "Cologna", derivato da "Colonia".
In un contesto storico successivo, precisamente nel 1253, il vescovo Guglielmo d'Este di Adria pose la prima pietra di una chiesa dedicata a Santa Margherita, vergine e martire antiochena, all'interno di Cologna. In questa occasione, il vescovo concesse i proventi decimativi dei raccolti al sacerdote Giovanni e ai suoi discendenti, indicando così una presenza ecclesiastica significativa nel territorio di Cologna. Le autorità ecclesiastiche ravennati assunsero poi il controllo sulla regione, mentre nel XVI secolo il cardinale Giulio Feltre della Rovere, arcivescovo di Ravenna e nativo di Urbino, effettuò una delle prime visite pastorali documentate nella zona. La chiesa di Cologna ottenne il titolo di arcipretura, confermato dall'arcivescovo di Ravenna a G. Battista Bassi attraverso un documento ufficiale del 18 maggio 1746.
La comunità religiosa di Cologna subì un cambiamento significativo nel corso del XIX secolo, quando la chiesa parrocchiale preesistente fu demolita e ricostruita nel 1870, divenendo l'edificio sacro attuale. La cerimonia di posa della prima pietra fu presieduta dall'arciprete Pasini.
La storia di Cologna è anche intrecciata con le vicende del fiume Po, che causò numerose inondazioni che interessarono la regione, in particolare nel 1446, 1567 e 1569. Famiglie nobili, tra cui i marchesi Turchi e successivamente i Bevilacqua, detennero investiture nelle terre circostanti Cologna. Nel corso dei secoli XIV e XV, la popolazione del paese si espanse notevolmente grazie a proficui rapporti con la sponda veneta del fiume Po.
Nel corso dei mutamenti storici e politici, Cologna passò attraverso diverse fasi amministrative. Nel 1796, con l'arrivo dell'era napoleonica, divenne parte del governo crespinese insieme a Guarda, Berra e Serravalle. Nel 1798, Cologna divenne parte del "Comune della Lavezzola", comprendente vari paesi. Dopo la Restaurazione, nel 1817, Cologna ritornò a essere una sede municipale all'interno del Governo di Copparo.
Tuttavia, nel 1859, durante il periodo di riorganizzazione amministrativa promosso dal dittatore Farini, Cologna fu ridimensionata e divenne una semplice frazione del vasto comune di Copparo. In seguito a vari cambiamenti politici, nel 1908 Cologna divenne ufficialmente una frazione del Comune di Berra.
L'attuale chiesa di Cologna, situata al centro del paese, fu ricostruita nel 1870 su base delle fondamenta preesistenti, con la guida dell'ingegnere Cottica. All'interno della chiesa, si trova una scultura raffigurante la Madonna del Carmine, attribuita ad Andrea Ferrari.
Un monumento nel cuore del paese celebra l'eroico bersagliere Aurelio Zamboni, un simbolo eterno di dedizione alla patria. Un'altra località importante vicina a Cologna è Marchiorri-Valgrande, una borgata con una chiesa, un campanile, una canonica e scuole elementari, dipendente dalla frazione di Cologna.